# Echmiadzin
Vagharshapat (in armeno Վաղարշապատ?) o Echmiadzin (in armeno Էջմիածին?) è una città di circa 57500 abitanti (2010) della provincia di Armavir in Armenia. Echmiadzin è la città più sacra dell'Armenia, sede del catholicos, il capo della Chiesa apostolica armena e si trova a circa 20 chilometri a ovest della capitale Erevan.
Vi nacque il compositore Makar Ekmalyan.

## Descrizione
La città venne fondata col nome di Vardkesavan nel IV o III secolo a.C. Il re Vagharsh (117-140) ne cambiò il nome in Vagharshapat (in armeno: Վաղարշապատ), che tuttora è il nome ufficiale della città. Alcuni decenni dopo la città divenne la capitale dell'Armenia e rimase la città più importante del paese fino al IV secolo.
Il monumento più importante di Echmiadzin è la sua cattedrale, costruita originariamente da san Gregorio Illuminatore come una basilica a volta nel 301-303, quando l'Armenia era l'unica nazione del mondo a riconoscere il Cristianesimo come religione di stato. Secondo gli annali armeni del V secolo, San Gregorio ebbe una visione di Cristo che scendeva dal cielo e colpiva il suolo con un martello d'oro per mostrare il luogo dove sarebbe dovuta essere costruita la Cattedrale. Quindi il patriarca diede alla chiesa e alla città il nome di Echmiadzin, che significa "il luogo dove discese l'Unico Figlio"
Nel 480 il governatore romano dell'Armenia, Vahan Mamikonian, ordinò che la basilica ormai in rovina venisse rimpiazzata con una nuova chiesa con pianta a croce. Nel 618 venne rimpiazzata la cupola di legno con una in pietra poggiante su 4 massicci pilastri uniti ai muri esterni per mezzo di arcate. Da allora la chiesa è rimasta quasi intatta fino ai giorni nostri. All'inizio del XVIII secolo comparvero affreschi all'interno e bizzarre rotonde sopra le absidi, mentre un campanile a tre ordini fu costruito circa mezzo secolo prima. In passato la Cattedrale vantava la più grande collezione di manoscritti armeni medievali, fino a che non furono ceduti all'Istituto dei Manoscritti Antichi Matenadaran di Erevan.
A ovest della Cattedrale si trova la Porta di San Tiridate, che porta all'imponente Palazzo del Patriarca. A nord-est si trova l'Accademia Spirituale. A nord della Cattedrale sono stati posti numerosi khachkar.

## Patrimonio dell'umanità
Con il nome di Cattedrale e chiese di Echmiadzin e sito archeologico di Zvartnots è indicato il patrimonio dell'umanità UNESCO riconosciuto nel 2000 e comprendente i seguenti luoghi:
| Nome                     | Foto | Note |
| ------------------------ | ---- | --- |
| Cattedrale di Echmiadzin |      | Cattedrale risalente al IV secolo. È considerata il cuore spirituale dell'Armenia.                                          |
| Chiesa di Santa Ripsima  |      | Chiesa risalente al 618. Sorge sul luogo in cui fu sepolta la santa martire Ripsima.                                        |
| Chiesa di Santa Gaiana   |      | Chiesa risalente al 630. Sorge sul luogo in cui fu sepolta la santa martire Gaiana.                                         |
| Chiesa di Shoghakat      |      | Chiesa risalente al 1694. Costruita sulle rovine di una chiesa del VI secolo. È dedicata alle compagne di Ripsima e Gaiana. |
| Zvartnots                |      | Sito archeologico risalente al VII secolo.                                                                                  |